# 로르 칼라미
로르 칼라미(Laure Calamy, 1975년 3월 22일 ~ )는 프랑스의 배우이다.

## 출연 작품

### 영화
- 어 월드 위드아웃 우먼  (2011)
- 플라이 미 투 더 문 (2012)
- 우리에게 남을 것 (2012)
- 아리안느는 임신중 (2013)
- 주주 (2014)
- 위크-엔즈 (2014)
- 백 앨리 (2014)
- 나의 딸, 나의 누나 (2015)
- 셋이서 가자 (2015, À trois on y va)
- 디스 썸머 필링 (2015)
- 프리메르 (2016)
- 스테잉 버티컬 (2016)
- 빅토리아 (2016)
- 아바 (2017)
- 앙브라스 므와! (2017)
- 해피니스 아카데미 (2017)
- 마드모아젤 (2018)
- 우리의 투쟁 (2018)
- 시빌 (2019)
- 온리 더 애니멀즈 (2019)
- 싸커 퀸즈 (2019)
- 마이 동키, 마이 러버 & 아이 (2020)
- 풀타임 (2021)

### TV
- 연예인 매니저로 살아남기 (2015-20)